# Peter Artedi

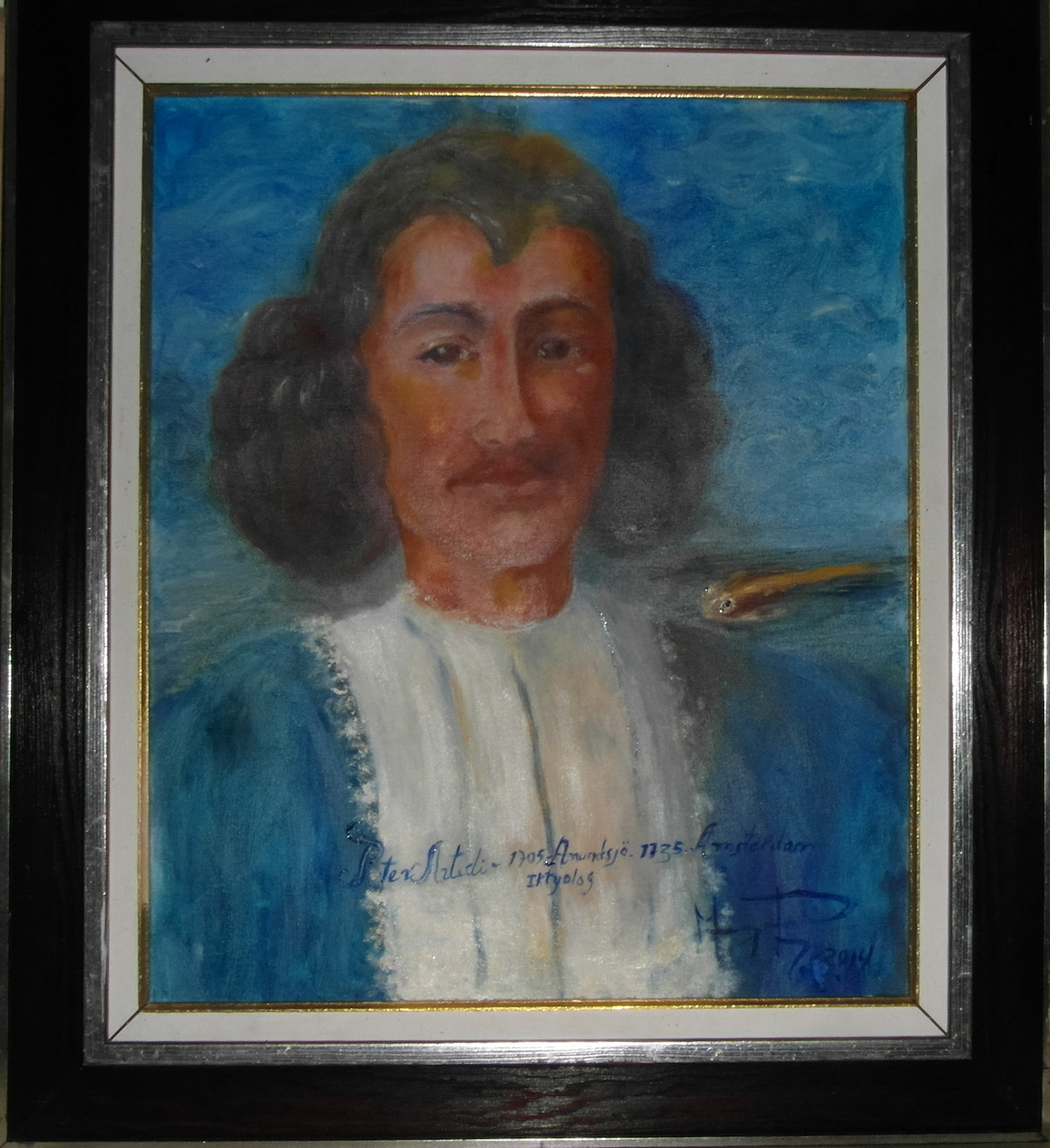
Peter Artedi, wie er hätte aussehen können, gemalt von dem Künstler Mary Pinzón.

Peter Artedi (auch Petrus Arctaedius; * 22. oder 27. Februar 1705 im Kirchspiel Anundsjö, Gemeinde Örnsköldsvik in Ångermanland; † 27. September 1735 in Amsterdam) war ein schwedischer Naturforscher. Er gilt als „Vater der Ichthyologie“.
Zu Lebzeiten veröffentlichte Artedi keine Werke. Er hatte jedoch sehr umfangreiche Arbeiten teilweise bereits fertiggestellt, die post mortem veröffentlicht wurden bzw. unter anderem von Carl von Linné, einem Studienkollegen und Freund, weiterverarbeitet worden sind. Sein offizielles botanisches Autorenkürzel lautet „Art.“

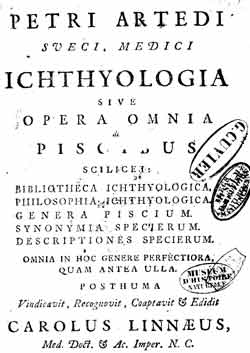
Deckblatt zu einem der Hauptwerke von Peter Artedi

## Leben

### Kindheit und Jugend
Peter war das zweite Kind von Olaus Arctaedius (Olof Arctædius) und seiner Frau Helena, geborene Sidena. Olaus war vier Jahre lang Vorsteher des Kirchenbezirks, bevor sein Sohn Peter auf die Welt kam. Auch seine Mutter hatte klerikalen Hintergrund, denn sie war die Tochter von Petrus Sidenius von Stockholm, einem Lehrer der Philosophie und Richter. Diese religiöse Ausrichtung des Elternhauses prägte Peter, von dem erwartet wurde, dass er Geistlicher werden solle. Im September 1716 zog die Familie nach Nordmaling, einem Ort nahe der schwedischen Küste, wo er seinem mittlerweile fast 80-jährigen und nahezu erblindeten Vater bei der Leitung der Kirchengemeinde behilflich war. Die Nähe zum Meer ließ Peters bereits vorher latent vorhandenes Interesse an der Natur vollends erwachen. So begann er schnell, die reichhaltige Flora und Fauna zu beobachten, und verbrachte viel Zeit in der Natur.
Im selben Jahr ging er in die Schule in Härnösand, hatte zwar Kontakt zu Gleichaltrigen, befasste sich aber mehr mit dem Studium von Fischen und dem Sammeln von Pflanzen. Sobald er sich ausreichende Grundkenntnisse der lateinischen Sprache angeeignet hatte, begann er die Werke der früheren Alchemisten zu lesen. Seine allgemein guten Leistungen in der Schule führten dazu, dass er das Gymnasium in Härnösand erfolgreich abschloss und sich im Jahr 1724 in der Universität Uppsala einschrieb.

### Zeit des Studiums
Ursprünglich kam Artedi an die Universität, um Philosophie und Theologie zu studieren, aber sein Interesse an der Natur und den Naturwissenschaften führte dazu, dass er den väterlichen Rat missachtete und sich entschied, Chemie zu studieren. Zu dieser Zeit war er anscheinend der einzige Student der Chemie an der Universität. So kam es, dass er sich sehr viel selbst beibringen musste, denn es gab lediglich zwei Professoren, Lars Roberg, einen angesehenen Anatomen und Zoologen, sowie Olof Rudbeck den Jüngeren, der Naturgeschichte lehrte.
Vier Jahre nachdem er seine universitäre Karriere begonnen hatte, kam Carl von Linné nach Uppsala mit der Absicht, ein Studium der Naturwissenschaften zu beginnen, und suchte nach Studenten mit ähnlichen Interessen. Er traf bald auf Artedi, und sie ergänzten sich gut, denn Artedi bearbeitete die Gebiete Alchemie, Ichthyologie sowie Herpetologie und überließ die Botanik, die Vögel und die Insekten Linné. Beide entwickelten eine enge Zusammenarbeit, so dass sie sich gegenseitig versprachen, sollte einem von beiden etwas zustoßen, so würde der jeweils andere seine Arbeit zu Ende führen.
Im Jahr 1734 wollte Artedi ins Ausland reisen, um seine Studien zu erweitern. Dazu lieh er sich Geld und weitere Ausstattung bei seinen Schwägern und reiste zuerst nach London, wo er sich jedoch nur kurze Zeit aufhielt, um die Arbeiten Francis Willughbys und John Rays zu konsultieren.
Im Juli 1734 reiste Artedi nach Holland, wo er im Jahr 1735 Linné in Leiden antraf. Letzterer hielt sich bereits einige Zeit dort auf, und Albert Seba, ein reicher Apotheker deutschen Ursprungs, versuchte fortwährend vergeblich, Linné zum Studium der Fische zu bewegen. Linné machte Seba mit Artedi bekannt, welcher dem Wunsch Sebas sehr gerne nach kam. Er lebte nun in Flussnähe und untersuchte die Fische und Insekten aus dem Besitz Sebas, der sich eine Privatsammlung angelegt hatte.

### Umstände seines Todes
Es wird berichtet, dass Artedi mehr oder weniger für sich allein gelebt hat und sich auch gerne in Tavernen aufhielt. Am Tag seines Todes soll er bis etwa ein Uhr nachts in Sebas Haus gewesen sein und sich mit mehreren Leuten über philosophische Themen unterhalten haben. Auf dem Weg nach Hause soll er an einer dunklen Stelle das Gleichgewicht verloren haben, in eine Gracht gestürzt und ertrunken sein. Der Unfall wurde am nächsten Tag entdeckt und seine Leiche ins städtische Krankenhaus gebracht.

## Dedikationsnamen
Carl von Linné benannte ihm zu Ehren die Gattung Artedia der Pflanzenfamilie der Doldenblütler (Apiaceae). Ferner gibt es bei den Cottidae (Groppen) die nordostpazifische Gattung Artedius. Zu der circumantarktischen Unterordnung Notothenioidei gehört die Gattung Artedidraco (Unterfamilie Artedidraconinae) mit mehreren Arten.

## Werke
- Historia piscium universalis (1735)
- Synonymologia manuscript (1735)
- Prolegomena institutionum (1735)
- Bibliotheca Ichthyologica (1738)
- Philosophia Ichthyologica (1738)